# Stazione di Carpignano Sesia
La stazione di Carpignano Sesia è una fermata ferroviaria della linea Biella-Novara al servizio dell'omonimo comune.

## Storia

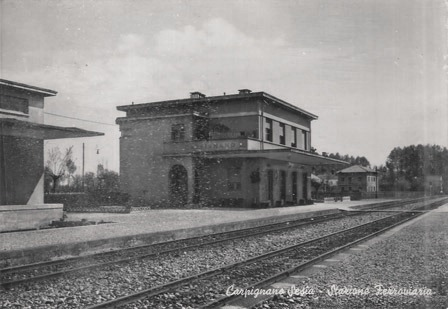
La stazione in una cartolina d'epoca

La stazione di Carpignano sostituì l'analogo impianto posto nelle adiacenze servito fra il 1884 e il 1933 lungo la tranvia Vercelli-Biandrate-Fara.
Realizzato come stazione atto al movimento e dotato dunque di binario d'incrocio, lo stesso fu inaugurato assieme al resto della linea il 18 maggio 1939, diventando tuttavia operativo solo dal 20 luglio 1940 a causa della necessità di completare alcuni impianti e dell'assenza del materiale rotabile. La stazione disponeva anche di un scalo merci dotato di un binario tronco che sorgeva in direzione Biella e raccordato al primo binario.
Il 21 gennaio 1961, in anticipo rispetto alla naturale scadenza della concessione alla Società Ferrovia Biella Novara (SFBN) che aveva fino ad allora esercito la linea, la stessa venne incorporata nella rete statale e l'esercizio degli impianti fu assunto dalle Ferrovie dello Stato.
Il programma di profondo rinnovamento avviato nel 1991, che richiese la chiusura della linea per molti mesi, comportò la trasformazione in fermata, rimanendo in opera il solo binario di corsa. La riapertura all'esercizio avvenne il 19 giugno dell'anno successivo.
Dal 2001 la gestione dell'intera linea, e con essa quella della fermata di Carpignano Sesia, passò in carico a Rete Ferroviaria Italiana la quale ai fini commerciali classifica l'impianto nella categoria "Bronze".

## Strutture ed impianti

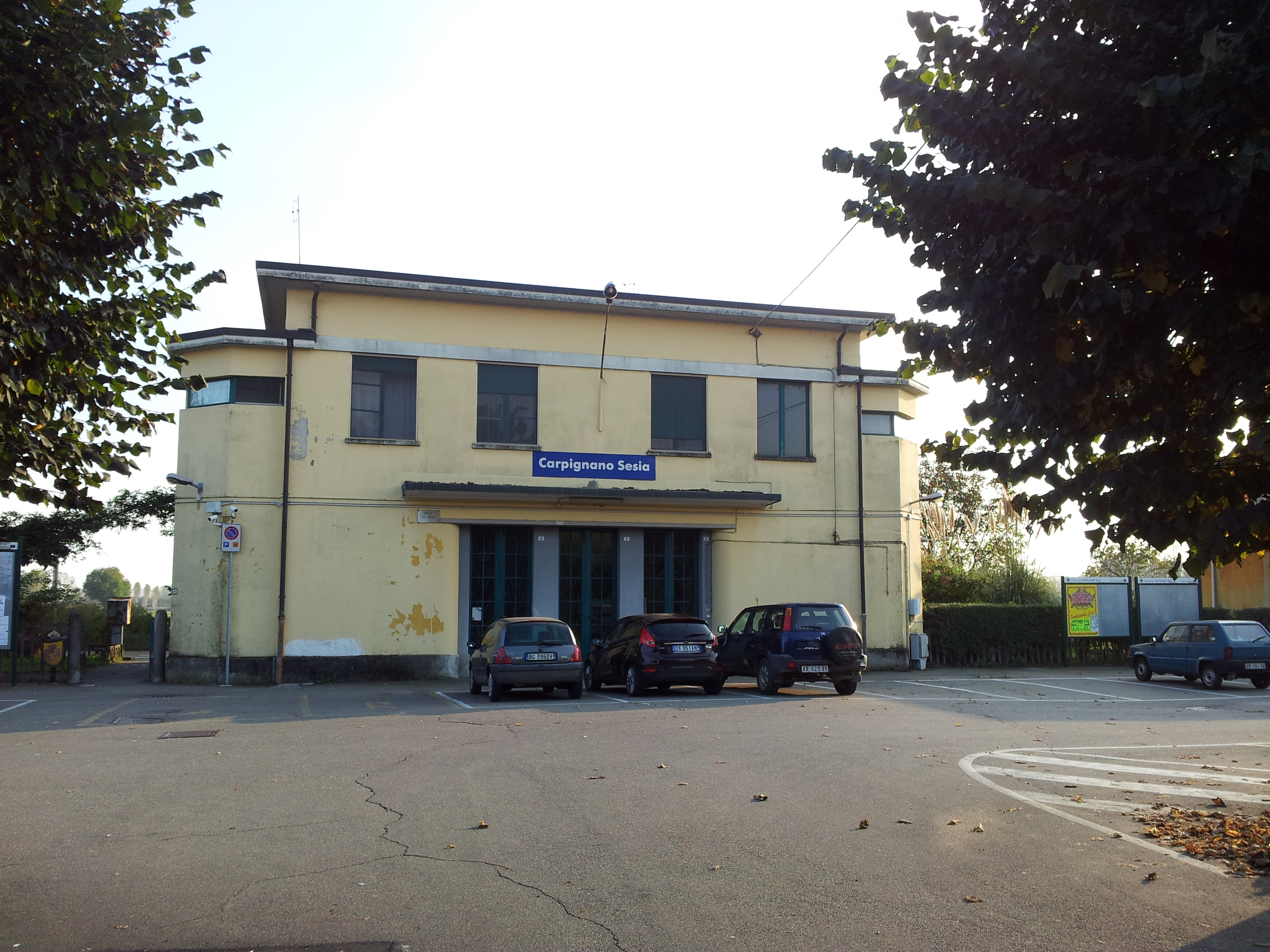
La stazione lato strada

La fermata, dotata del solo binario di corsa, dispone di un fabbricato viaggiatori in muratura con sala d'attesa.

## Movimento
La stazione è servita da treni regionali svolti da Trenitalia nell'ambito del contratto di servizio stipulato con la Regione Piemonte.
Fino al 14 dicembre 2013, la stazione era servita da collegamenti diretti con le stazioni di Milano Porta Garibaldi (nei giorni feriali) e Pavia (corsa di andata domenica sera e ritorno venerdì pomeriggio). Dal 14 giugno 2015 sono stati soppressi anche i collegamenti per Santhià (via Biella S. Paolo).

## Servizi
La fermata, classificata da RFI nella categoria "Bronze" è dotata di pannelli informativi audio e video per le partenze dei treni ed un impianto di videosorveglianza. Essa dispone di:
- Biglietteria automatica
- Sala d'attesa (ora non accessibile)